# Ламли, Ральф, 1-й барон Ламли
Ральф Ламли (англ. Ralph Lumley; приблизительно 1360 — январь 1400, Сайренсестер, Глостершир, Королевство Англия) — английский аристократ, 1-й барон Ламли с 1384 года. Принял участие в Крещенском заговоре против короля Генриха IV и погиб после того, как заговор был раскрыт.

## Биография
Ральф Ламли был вторым сыном сэра Мармадьюка Ламли, богатого землевладельца из Нортумберленда, и его второй жены Маргарет Холланд. Он родился приблизительно в 1360 году. Уже в 1365 году Ральф потерял отца, а в 1374 году — старшего брата Роберта и в результате стал наследником родовых земель. Его опекуном на время малолетства стал Джон Невилл, 3-й барон Невилл из Рэби. В 1383 году Ламли вступил во владение своим имуществом. 28 сентября 1384 года его впервые вызвали в парламент как барона Ламли, причём известно, что к тому моменту Ральф успел принять участие в боевых действиях на континенте и был посвящён в рыцари. В 1385 году Ламли под началом Генри Перси, 1-го графа Нортумберленда, оборонял Берик от шотландцев. 15 августа 1388 года в битве при Оттерберне он попал в плен к шотландцам и был выкуплен только в октябре 1389 года за большие деньги; в сборе средств на эти цели участвовали епископ Даремский и король Ричард II. В 1389 году барон на территории графства Дарем начал строительство замка.
В 1391 году Ламли был назначен капитаном Берика. В 1392 году он получил королевское разрешение на восстановление и укрепление своего замка в Ламли. В 1394 и 1397 годах сэр Ральф был членом комиссии по установлению мира в Западном Райдинге Йоркшира. В 1399 году он вместе с другими лордами одобрил захват короны Генрихом IV и заключение Ричарда II в тюрьму, но уже в конце того же года примкнул к заговору, целью которого было убить Генриха во время рыцарского турнира в Виндзоре и восстановить Ричарда на престоле. Кроме него, в заговоре участвовали его родственники Томас Холланд, герцог Суррей, и Джон Холланд, герцог Эксетер, а также Джон Монтегю, 3-й граф Солсбери, Томас ле Диспенсер, граф Глостер, и Эдуард Норвичский. Последний выдал своих сообщников. Те бежали из Виндзора и попытались поднять мятеж в западных графствах, но не преуспели в этом. Ламли, пытавшийся занять город Сайренсестер в Глостершире, в ожесточённой уличной схватке был взят в плен, и ему тут же отрубили голову. Всё его движимое имущество было передано единокровному брату короля Джону Бофорту, 1-му графу Сомерсету, а его поместья были конфискованы за исключением земель с доходом 100 фунтов в год, оставленных на содержание его вдовы и двенадцати детей.
Титул барона Ламли тоже был конфискован. Баронию восстановили только в 1461 году для внука сэра Ральфа — Томаса Ламли.

## Семья
Ральф Ламли был женат на Элеаноре Невилл, дочери его опекуна Джона Невилла и Мод Перси. Из родившихся в этом браке двенадцати детей по именам известны только пять:
- Томас (умер в 1400 году);
- сэр Джон (1383—1421), отец Томаса, 2-го барона Ламли;
- Мармадьюк (умер в 1450 году);
- Кэтрин, жена сэра Джона Чидеока;
- Элизабет, жена Адама Тирвхита.